# فهرست کدهای باینری
کدهای زیر تعدادی از کدهای باینری را که در حال حاضر یا قبلاً برای نمایش نوشته ساده به صورت دنباله‌ای از بیت‌های ۰ و ۱ استفاده می‌شدند را نشان می‌دهد. کدهای باینری با طول ثابت از مجموعه‌ای از بیت‌ها برای نمایش هر کاراکتر در متن استفاده می‌کنند در حالیکه کدهای باینری با طول متغیر تعداد بیت‌های هر کاراکتر با کاراکتر دیگر ممکن است متفاوت باشد.

## کدهای باینری پنج بیتی
تعدادی از کدهای پنج بیتی مختلف برای سیستمهای نوار پانچ شده‌استفاده می‌شدند.
پنج بیت به ازای هر کاراکتر فقط اجازه استفاده از ۳۲ کاراکتر مختلف را به ما می‌دهد بنابراین بسیاری از کدهای ۵ بیتی از دو مجموعه کاراکتر برای نشان دادن مقدار حروف و ارقام استفاده می‌کردند و دو کاراکتر برای تعویض بین این دو مجموعه رزرو شده بودند. این روش اجازه می‌داد به‌طور مؤثر از ۶۰ کاراکتر استفاده شود.
سیستم‌های کامپیوتری اولیه زیر از کدهای پنج بیتی خاص خودشان استفاده می‌کردند.
- J. Lyons and Co. LEO (Lyon's Electronic Office)
- DEUCE
- ILLIAC - دانشگاه ایلینوی در اربانا-شمپین
- ZEBRA
- EMI 1100
- سیستم‌های Ferranti مرکوری, پگاسوس، و اوریون

## کدهای باینری شش بیتی
شش بیت به ازای هر کاراکتر اجازه نمایش ۶۴ کاراکتر مختلف را می‌دهد.
مثال‌هایی از کدهای باینری شش بیتی:
- (International Telegraph Alphabet No 3 (ITA3
- Six-bit BCD (Binary Coded Decimal, در کامپیوترهای Mianframe اولیه استفاده می‌شد.
- Six-bit ASCII: زیر مجموعه‌ای از کد اسکی هفت بیتی اولیه
- بریل

## کدهای باینری هفت بیتی
- اسکی (استاندارد)
- CCIR 476
- الفبای بین‌المللی تلگراف شماره ۴ (ITA4)

## کدهای باینری هشت بیتی
- - ISO/IEC 8859
  - Mac OS Roman
  - ویندوز-۱۲۵۲
- EBCDIC

## کدهای باینری ۱۰ بیتی
- AUTOSPEC

## کدهای باینری ۱۶ بیتی
- UCS-2

## کدهای باینری ۳۲ بیتی
- UTF-32/UCS-4

## کدهای باینری با طول متغیر
- یوتی‌اف-۸
- UTF-16
- GB 18030
- کدگذاری هافمن

## دیگر
- کد مورس